# Hermannsdorf (Naturschutzgebiet)
Das Naturschutzgebiet Hermannsdorf ist ein Naturschutzgebiet im Landkreis Görlitz in Ostsachsen. Es liegt in der Muskauer Heide zwischen der Stadt Weißwasser/O.L. und dem Tagebau Nochten auf einer Höhe von 130 m ±1 m. Seinen Namen entlehnt es von der seit 1903 zu Weißwasser gehörenden Siedlung Hermannsdorf.
Das nur 22 ha große Gebiet ist Teil der Naturregion Sächsisch-Niederlausitzer Heideland. Zweck des Naturschutzgebietes ist vor allem die Erhaltung des einzigen lokalen Vorkommens des Birkhuhns im nordostdeutschen Tiefland. Diesen Schutzzweck kann es bei bestehender Größe nicht erfüllen. Erst eine Entwicklung in der  Bergbaufolgelandschaft kann ausreichend Raum für eine lebensfähige Population bieten.

## Geschichte
Das Naturschutzgebiet wurde durch Anordnung Nr. 3 über Naturschutzgebiete des Landwirtschaftsrates der DDR vom 11. September 1967 (GBl. II DDR S. 697) eingerichtet. Es nahm zu der Zeit eine Fläche von 167 ha ein.
Im Zusammenhang mit der Ausweitung des Braunkohletagebaus Nochten erfolgte in dessen Vorfeld zwischen 2001 und 2007 neben der vollständigen Löschung der Naturschutzgebiete Altteicher Moor und Große Jeseritzen, Eichberg und Urwald Weißwasser auch die starke Verkleinerung des Naturschutzgebietes Hermannsdorf durch Verordnung des Regierungspräsidiums Dresden. Das Aufhebungsgebiet hatte eine Größe von etwa 145,5 ha. Damit stehen nach Überbaggerung nicht einmal 13 % der ursprünglich ausgewiesenen Flächen unter Naturschutz. Diese befinden sich ganz im Norden des alten Naturschutzgebietes. Der Bergbau in dieser Region betrifft überwiegend für Sachsen singuläre Flächen, die nicht regenerierbar sind.
Auf einem schmalen Streifen zwischen nördlich angrenzendem Muskauer Faltenbogen und südlich angrenzendem Lausitzer Urstromtal befindet sich ein Bereich verlandender Moore, der sich über untergründigen Tonschichten bilden konnte. Das verbliebene Naturschutzgebiet liegt am südlichen Hang einer aus Schmelzwassersedimenten gebildeten Hochfläche.
Die gesamte Moorniederung wurde aus der Trebendorfer Hochfläche mit Wasser versorgt und über den Rothwassergraben in den Braunsteich entwässert. Durch den Tagebau entstand ein Wasserdefizit. Die potentiell natürliche Vegetation bestünde aus Kiefern-Fichtenwald, es dominieren jedoch derzeit die Hänge-Birke und in offenen Bereichen das Blaue Pfeifengras. Durch Austrocknung dringen Land-Reitgras und Adlerfarn vor.
Das Naturschutzgebiet grenzt an das Vorbehaltsgebiet für die nachbergbauliche Landschaft und könnte um diese erweitert werden. In diesem entsteht mit dem Hermannsdorfer See ein Gewässer für den Naturschutz.